# 傑佛遜鎮區 (密蘇里州科爾縣)
傑佛遜鎮區（英語：Jefferson Township）是位於美國密蘇里州科爾縣的一個行政鎮區。

## 地方資料
傑佛遜鎮區的面積為203.46平方千米，當中陸地面積為197.46平方千米，而水域面積為6.00平方千米。根據2020年美國人口普查的數據，當地共有人口54732人，而人口密度為每平方千米269.01人。